# Marie-Galante

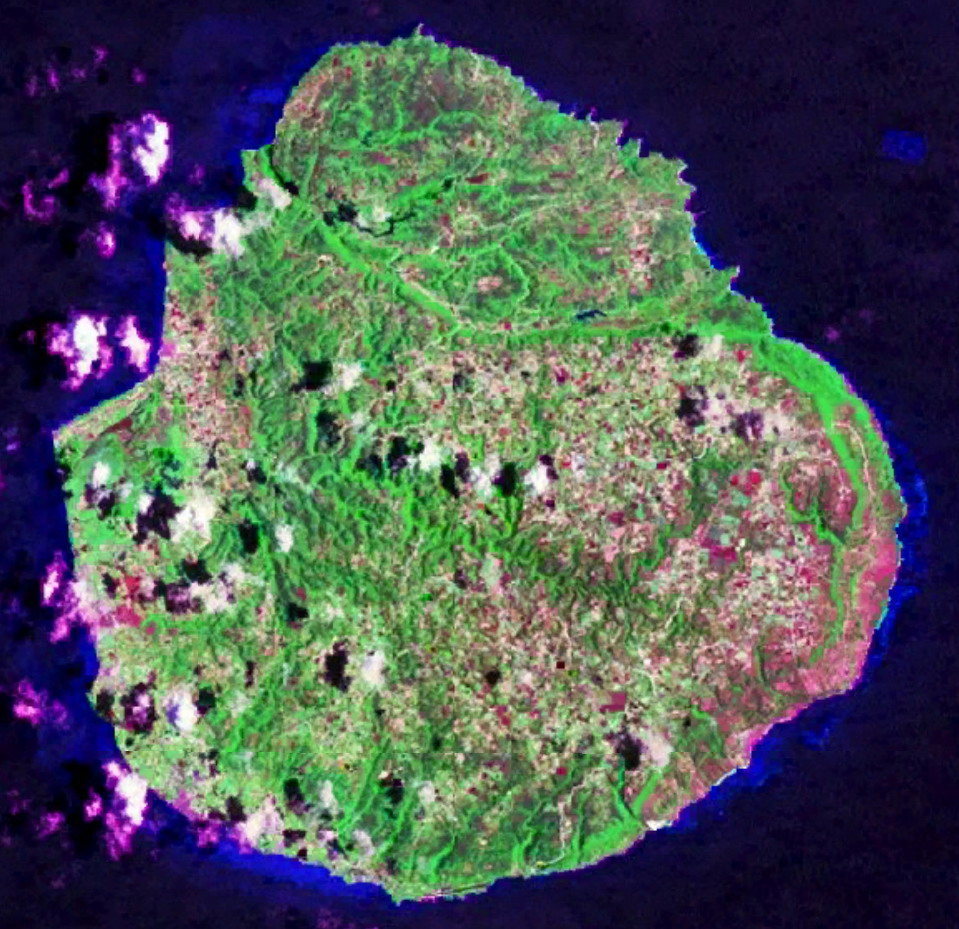
Imagem de satélite da Marie-Galante.

Maria Galante (em francês: Marie-Galante) é uma ilha do arquipélago de Guadalupe, localizada a uma distância de 30 km da Ilha de Basse-Terre, a principal, da qual está separada pelo canal de Marie-Galante A sua superfície é de 158,01 km² e tinha 13 470 habitantes em 2004.
Esta ilha foi baptizada como Maria Galanda por Cristóvão Colombo a 3 de novembro de 1493, durante a sua segunda viagem às Índias Ocidentais. Esse era o nome da sua caravela.
Foi primeiramente colonizada em meados do século XVII por franceses, que para ali trouxeram os seus escravos. A economia colonial era baseada na cana-de-açúcar e, neste momento (2007), embora o turismo esteja a ganhar terreno, ainda não recuperou da crise.

## Demografia
- Liste de cidades de Marie-Galante

| Rank | Cidades     | Pop. (2006) | Superfície(km²) | Densidade |
| ---- | ----------- | ----------- | --------------- | --------- |
| 1    | Grand-Bourg | 5 707       | 55,54           | 103       |
| 2    | Capesterre  | 3 469       | 46,19           | 75        |
| 3    | Saint-Louis | 2 833       | 56,28           | 50        |